# Памятник Богдану Хмельницкому (Симферополь)
Памятник Богдану Хмельницкому — памятник в честь выдающегося украинского полководца и государственного деятеля, гетмана Украины Богдана Михайловича Хмельницкого в городе Симферополь (Крым).
Памятник установлен в 1954 году на пересечении улиц Богдана Хмельницкого и Декабристов, где ранее возвышался храм Всемилостивейшего Спаса (Спасская церковь), решение о сносе которого было принято в 1931 году. 
Авторы бюста — скульпторы Т. А. Державина и И. Ф. Стаднюк.
В 1992 году взамен первоначального был установлен новый бюст Б. Хмельницкого скульптора В. С. Гордеева , держащего в правой руке договор с надписью «С Россией навеки».
По результатам мониторинга состояния объектов культурного наследия в 2016 году руководитель департамента административно-технического контроля сообщил, что несколько памятников нуждаются в реставрации, в том числе памятник Богдану Хмельницкому в Симферополе, у которого была замечена трещина в основании.
По сообщениям ряда СМИ главой администрации Симферополя было поручено срочно начать ремонт памятника.